# Amour à Tunis
Pour plus de détails, voir Fiche technique et Distribution.
Amour à Tunis (titre original : Tunisi top secret) est un film d'espionnage germano-italien réalisé par Bruno Paolinelli et Hermann Leitner, et sorti en 1959.

## Synopsis
L'orpheline Kathy Sands, jolie jeune femme d'origine aristocratique, a hâte de devenir journaliste, mais est menacée par son employeur car elle n'a pas encore donné une histoire vraiment passionnante. Un jour, elle apprend que l'extrême mystérieux prince nord-africain Scedad est sur le point de monter sur le trône du père. Cela mériterait une histoire de fond intéressante, car presque personne ne connaît le fils de ce souverain très renfermé et personne ne semble savoir à quoi il ressemble. Avec ses amis Simone et Barbara, Kathy se rend à Monastir en Tunisie pour retrouver le prince Scedad et idéalement pour prendre des photos compromettantes qui pourraient faire les gros titres de la presse à scandale.
Les services secrets britanniques semblent avoir quelque chose contre les activités des trois jeunes femmes, car Londres, après avoir appris des menaces de mort contre le futur dirigeant qui vient de rentrer d'Oxford dans son pays d'origine, envoie trois agents secrets en Tunisie pour protéger Scedad. Ce sont le major Knickerbocker expérimenté et un peu plus âgé, le jeune M. George et le baron Philippe. Les ennemis de Scedad, à leur tour, ont envoyé la séduisante danseuse du ventre Sherazad et deux méchants tueurs nommés Pedro et Paul qui sont censés tuer le prince avec une attaque à la bombe. Tous les neuf ont un problème en commun : puisque personne ne sait pas à quoi ressemble Scedad, on ne peut ni le photographier, ni le protéger, ni même le tuer dans des situations dangereuses. Finalement les deux hommes de main maladroits se suicident avec leur bombe, et les deux agents George et Philippe attrapent deux des belles jeunes femmes. Cependant, le major expérimenté sait qui est vraiment le prince et apparaît comme le narrateur de l'histoire.

## Fiche technique
- Titre : Amour à Tunis
- Titre original : Tunisi top secret
- Réalisation : Bruno Paolinelli, Hermann Leitner
- Scénario : Bruno Paolinelli, Giorgio Rossi
- Musique : Pino Calvi (it)
- Direction artistique : Franco Fontana (it)
- Costumes : Gaia Romanini (it)
- Photographie : Armando Nannuzzi
- Son : Luigi Salvi, Ennio Sensi
- Montage : Nella Nannuzzi
- Production : Franco Cancellieri
- Sociétés de production : SpA Cinematografica, Cinelux-Film
- Sociétés de distribution : Major Film
- Pays de production :  Allemagne de l'Ouest,  Italie
- Langue : allemand, italien
- Format : Couleur - 1,66:1 - Mono - 35 mm
- Genre : Espionnage
- Durée : 100 minutes
- Dates de sortie :
  - Italie : 21 juin 1959.
  - France : 11 mai 1966[1].

## Distribution
- Elsa Martinelli : Kathy Sands
- Giorgia Moll : Simone Fredrick
- Claus Biederstaedt : Mr. George
- Willy Fritsch : Major Knickerbocker
- Raf Mattioli : Dr. Fuat/Seymour
- Gina Albert : Comtesse Barbara
- Chelo Alonso : Sherazad/Soraya
- Juan Santacreu : Fidia
- Giuseppe Porelli : Baron Philippe
- Massimo Serato : Nikos
- Luigi Bonos (it) : Pedro

## Source de la traduction
- (de) Cet article est partiellement ou en totalité issu de l’article de Wikipédia en allemand intitulé « Akte Sahara – streng vertraulich » (voir la liste des auteurs).